# Биерь
Биерь (тат. Биер) — поселок в Кукморском районе Татарстана. Входит в состав Яныльского сельского поселения.

## География
Находится в северо-западной части Татарстана на расстоянии приблизительно 16 км на запад-северо-запад по прямой от районного центра города Кукмор.

## История
Основан не позднее 1770-х годов, упоминался также как Малая Семён-Головина. До 1869 года жили крещеные татары, позднее поселились русские из деревни Чуча (ныне Пестречинского района). В советское время работали колхозы «Победа», «Самолет» и «Красный Пахарь».

## Население
Постоянных жителей было: в 1782 году — 31 душа мужского пола, в 1859—105, в 1897—151, в 1908—174, в 1920—209, в 1926—239, в 1938—220, в 1949 — 68, в 1958 — 60, в 1970 — 44, в 1979 — 45, в 1989 — 20, 11 в 2002 году (татары 100 %), 9 в 2010.